# 벵발트역
벵발트역(Wengwald)은 스위스 베른주의 라우터브루넨 지방에 있는 정류장 기차역이다. 역은 라우터브루넨에서 벵엔을 거쳐 클라이네 샤이덱까지 운행하는 벵에른알프 철도(Wengernalpbahn, WAB)에 있다.
역은 라우터브루넨에서 벵엔까지의 새로운 노선에 위치하며, 이 노선은 보다 직접적이지만 더 가파른 원래 노선을 대체하기 위해 1910년에 개통되었다. 경사를 줄이기 위해 노선이 사용하는 180도 나선형 터널의 바로 오르막이다.
역에는 다음과 같은 여객 열차가 운행된다.
| 운영사          | 열차형 | 노선                                                                 | 주기       | 비고 |
| --------------- | ------ | -------------------------------------------------------------------- | ---------- | ---- |
| 벵에른알프 철도 |        | 라우터브루넨 - 벵발트 - 벵엔 - 알멘트 - 벵에른알프 - 클라이네 샤이덱 | 시간당 2편 |      |